# بيلا هوروفيتز
بيلا هوروفيتز (بالمجرية: Horovitz Béla)‏ هو مؤرخ الفن مجري، ولد في 18 أبريل 1898 في بودابست في المجر، وتوفي في 8 مارس 1955 في نيويورك في الولايات المتحدة.